# Malaconotus cruentus
Malaconotus cruentus là một loài chim trong họ Malaconotidae.